# Віллем Андріссен
Віллем Андріссен (нід. Willem Andriessen; 25 жовтня 1887, Гарлем — 29 березня 1964, Амстердам) — нідерландський піаніст, композитор і педагог.
Навчався у І. де Пау (фортепіано) і Бернарда Зверса (теорія) в Амстердамської консерваторії (1903—1908). Викладав гру на фортепіано у консерваторіях у Гаазі (1910—18 роки; з 1949 року — її директор), Роттердамі (1918—24 роки) та Амстердамі (з 1924 року; у 1937—53 роках — директор). Виступав як піаніст, виконував головним чином твори Людвіга ван Бетховена, Роберта Шумана, Фридерика Шопена та Йоганнеса Брамса.
Найбільш відомі твори для фортепіано, Андріссен — автор меси для змішаного хору і органу (1914); концерту для фортепіано з оркестром (1908); сонати (1938), сонатини (1945), прелюдії (1942) та інші, п'єс для фортепіано. Написав працю «Люди в музиці» («Mensen in de muziek», 1962).